# Elijah Hughes
Elijah Wayne Hughes, né le 10 mars 1998 à Poughkeepsie dans l'État de New York, est un joueur américain de basket-ball évoluant aux postes d'arrière et ailier.

## Biographie

### Carrière professionnelle

#### Jazz de l'Utah (2020-2022)
Lors de la draft 2020, il est sélectionné en 39e position par les Pelicans de La Nouvelle-Orléans puis envoyé au Jazz de l'Utah.

#### Trail Blazers de Portland (2022)
Le 9 février 2022, il est transféré aux Trail Blazers de Portland dans un échange à trois équipes.

## Palmarès

### Universitaire
- First-team All-ACC (2020)

## Statistiques

### Universitaires
| Saison    | Équipe        | Matchs | Titul. | Min./m | % Tir | % 3pts | % LF | Rbds/m. | Pass/m. | Int/m. | Ctr/m. | Pts/m. |
| --------- | ------------- | ------ | ------ | ------ | ----- | ------ | ---- | ------- | ------- | ------ | ------ | ------ |
| 2016-2017 | East Carolina | 25     | 7      | 20,5   | 34,9  | 27,3   | 68,4 | 2,30    | 1,30    | 0,60   | 0,40   | 7,80   |
| 2018-2019 | Syracuse      | 34     | 34     | 32,7   | 42,0  | 36,9   | 74,2 | 4,30    | 1,50    | 1,20   | 0,80   | 13,70  |
| 2019-2020 | Syracuse      | 32     | 32     | 36,7   | 42,7  | 34,2   | 81,3 | 4,90    | 3,40    | 1,20   | 0,80   | 19,00  |
| Carrière  | Carrière      | 91     | 73     | 30,7   | 41,1  | 34,2   | 76,3 | 4,00    | 2,10    | 1,00   | 0,70   | 13,90  |

### Saison régulière
| Saison    | Équipe   | Matchs | Titul. | Min./m | % Tir | % 3pts | % LF  | Rbds/m. | Pass/m. | Int/m. | Ctr/m. | Pts/m. |
| --------- | -------- | ------ | ------ | ------ | ----- | ------ | ----- | ------- | ------- | ------ | ------ | ------ |
| 2020-2021 | Utah     | 18     | 0      | 3,6    | 33,3  | 34,8   | 75,0  | 0,50    | 0,30    | 0,10   | 0,10   | 1,70   |
| 2021-2022 | Utah     | 14     | 1      | 8,0    | 41,7  | 35,7   | 100,0 | 1,20    | 0,40    | 0,30   | 0,10   | 3,10   |
| 2021-2022 | Portland | 22     | 3      | 14,6   | 29,6  | 22,4   | 66,7  | 1,90    | 0,70    | 0,50   | 0,30   | 3,80   |
| Carrière  | Carrière | 54     | 4      | 9,2    | 32,8  | 28,0   | 76,9  | 1,20    | 0,50    | 0,30   | 0,20   | 2,90   |